# Rogelio Rafael Tristany
Rogelio Rafael Tristany (* 1910 in Paris; † unbekannt) war ein argentinischer Diplomat.

## Leben
Am 25. November 1950 wurde Rogelio Rafael Tristany vom Generalkonsulat in London als Generalkonsul nach Genua versetzt.
Als solcher stellte er am 19. März 1952 Klaus Barbie ein Transitvisa für eine Reise nach Bolivien aus.
Am 23. Januar 1957 überreichte er seine Akkreditierungsschreiben Ramon Magsaysay. Nachdem dieser am 17. März 1957 abgestürzt war, vertrat er die argentinische Regierung bei den Traufeierlichkeiten in Manila.
Von 21. Dezember 1960 bis 1962 war er Botschafter in Tel Aviv.
Von 8. Mai 1967 bis 1962 war er Botschafter in Bukarest. Von 1972 bis 1973 war er Botschafter in Prag und war bei der Regierung in Sofia akkreditiert.
1973 war er Botschafter in Oslo und war auch bei der Regierung von Island akkreditiert.
| Vorgänger            | Amt                                                               | Nachfolger                                                                                           |
| -------------------- | ----------------------------------------------------------------- | --- |
| —                    | Argentinischer Botschafter in Manila 1957                         | Ismael Mario Schuff                                                                                  |
| Rudolfo García Arias | Argentinischer Botschafter in Tel Aviv 21. Dezember 1960 bis 1962 | Luis F. Castells                                                                                     |
| —                    | Argentinischer Botschafter in Bukarest 1967                       | Juan Carlos Marcelino Beltranino                                                                     |
| —                    | Argentinischer Botschafter in Prag 1972                           | — |
| —                    | Argentinischer Botschafter im Oslo 1973                           | 1977–1979: Juan Ángel Peña Gaona († 5. Dezember 2003 in Buenos Aires) 1979–1981: Juan Carlos Vignaud |